# O Fortuna

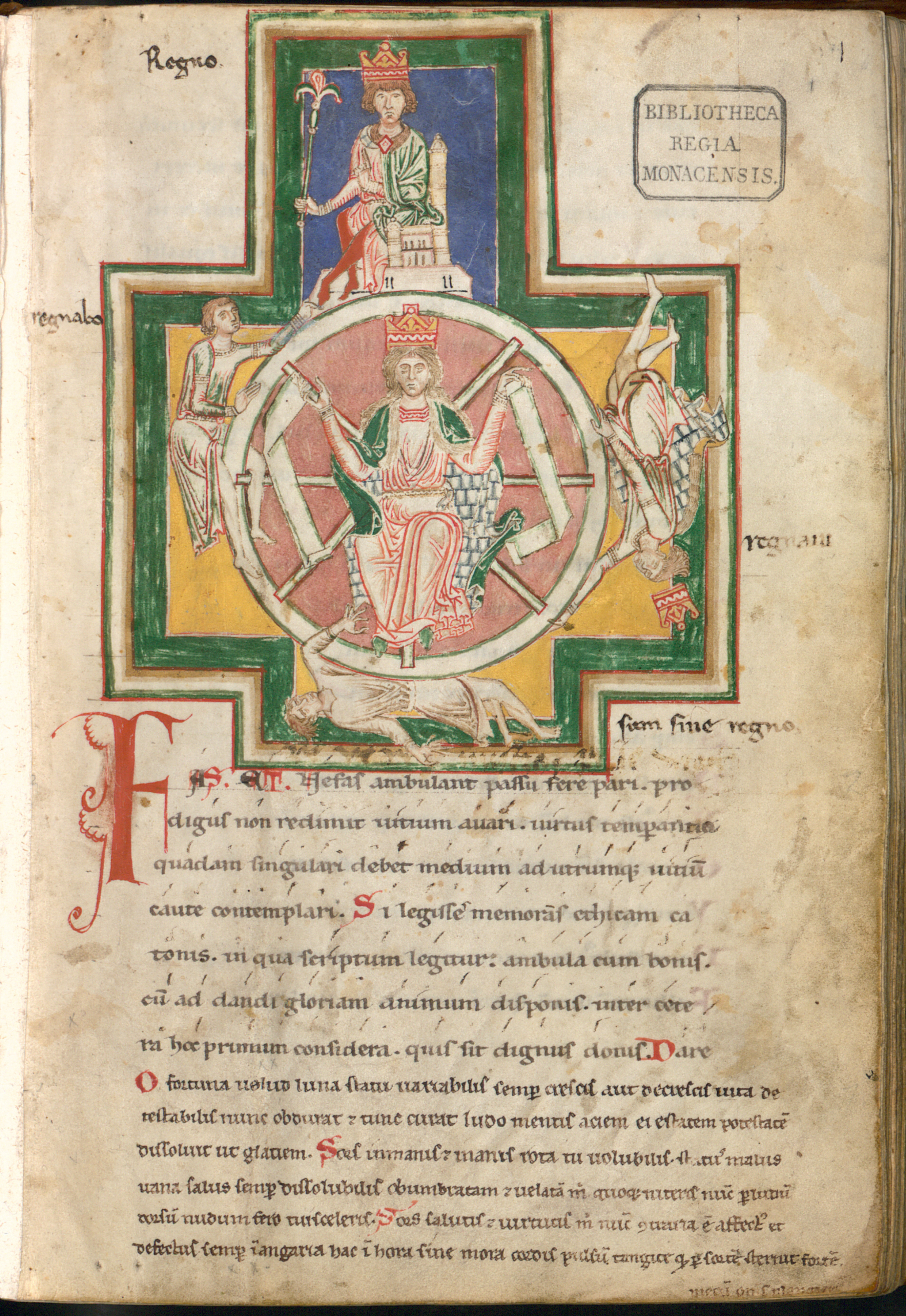
"O Fortuna" i Carmina Burana-manuskriptet i Bayerns statsbibliotek (Clm 4660, f. 1r). Poemet fyller de sista sex raderna på sidan, och marginalanteckningen nere till höger.

"O Fortuna" är ett medeltida goliardiskt poem på latin skrivet någon gång under det tidiga 1200-talet, som ingår i den samling sånger som nu kallas Carmina Burana och förvaras på Bayerische Staatsbibliothek i München. Det är en klagosång över ödet och dess gudinna Fortuna, som personifierade lyckan i romersk mytologi. Texten uttrycker en känsla av att ödet är oberäkneligt och kastar människor mellan lycka och elände, makt och fattigdom. Fortuna framställs som en oförutsägbar kraft som påverkar människors liv och öde. Sången tar upp den mänskliga erfarenheten av de omvälvande krafterna i världen och den ständiga cykeln av framgång och förlust, lycka och olycka, som människor möter i sina liv.
Poemet är framför allt känt för att Carl Orff valde att använda det för ett dramatiskt parti i sin musikaliska tolkning av Carmina Burana.

## Poemet
Nedan följer poemet i sitt latinska original samt den tolkning som gjordes av Albert Ulrik Bååth 1906 under titeln Ånger:
| O Fortuna velut luna statu variabilis, semper crescis aut decrescis; vita detestabilis nunc obdurat et tunc curat ludo mentis aciem, egestatem, potestatem dissolvit ut glaciem. Sors immanis et inanis, rota tu volubilis, status malus, vana salus semper dissolubilis, obumbrata et velata michi quoque niteris; nunc per ludum dorsum nudum fero tui sceleris. Sors salutis et virtutis mihi nunc contraria, est affectus et defectus semper in angaria. Hac in hora sine mora corde pulsum tangite; quod per sortem sternit fortem, mecum omnes plangite! | Lif, du vilda snart förspillda falska fröjder ger du blott Hän de rinna, de försvinna, dela skära liljors lott. Jordetingen skänka ingen vinst, som varar, sann och god; ned de sänka djupt de dränka själarna i afgrunds flod. Ondt vi följa, ondt vi dölja här på jord, hvar i sin stad. Må vi hasta att det kasta bort, som eken fäller blad. Lifvets dagar, mänskors lagar -- allt är blott förgänglighet. Allting kroppsligt dör likt skuggan, som af intet kroppsligt vet. Må vi döda jämt de snöda köttsens lustars yra här, att bland goda, bland utvalda himlen oss sin fröjd beskär, att dess sällhet vi må smaka uti evighetens sfär. |